# Leigh (Kent)
Leigh – wieś w Anglii, w hrabstwie Kent, w dystrykcie Sevenoaks. Leży 24 km na zachód od miasta Maidstone i 43 km na południowy wschód od centrum Londynu.